# 堀田実那
堀田 実那（ほりた みな、1994年11月22日 - ）は、日本の女優である。
ジョビィキッズプロダクション所属。
2003年〜2004年にミュージカル『美少女戦士セーラームーン』にちびうさ／セーラーちびムーン役で出演し脚光を浴びる。
同ミュージカルでは、城田優、多部未華子らと共演を果たした。

## 出演

### CM
- ミツカン マイ手巻編
- 産経新聞 けっこう王子キャンペーン編
- セガトイズ ルミネリストバンド

### ミュージカル
- 美少女戦士セーラームーン（2003年夏） - ちびうさ 役
- 美少女戦士セーラームーン（2004年冬） - ちびちび 役